# Przyspa
Przyspa (prononciation : [ˈpʂɨspa]) est un village polonais de la gmina de Kuczbork-Osada dans le powiat de Żuromin de la voïvodie de Mazovie dans le centre-est de la Pologne.

## Histoire
De 1975 à 1998, le village appartenait administrativement à la voïvodie de Ciechanów.